# Jan Ludvík z Madruzza
Jan Ludvík z Madruzza (italsky Giovanni Ludovico Madruzzo, ve starších německých pramenech převážně jako Johann Ludwig Freiherr von Madrutz, 1532, Trident - 20. dubna 1600, Řím) byl italsko-rakouský šlechtic, tyrolský kardinál a biskup z rodu Madruzzů.

## Život

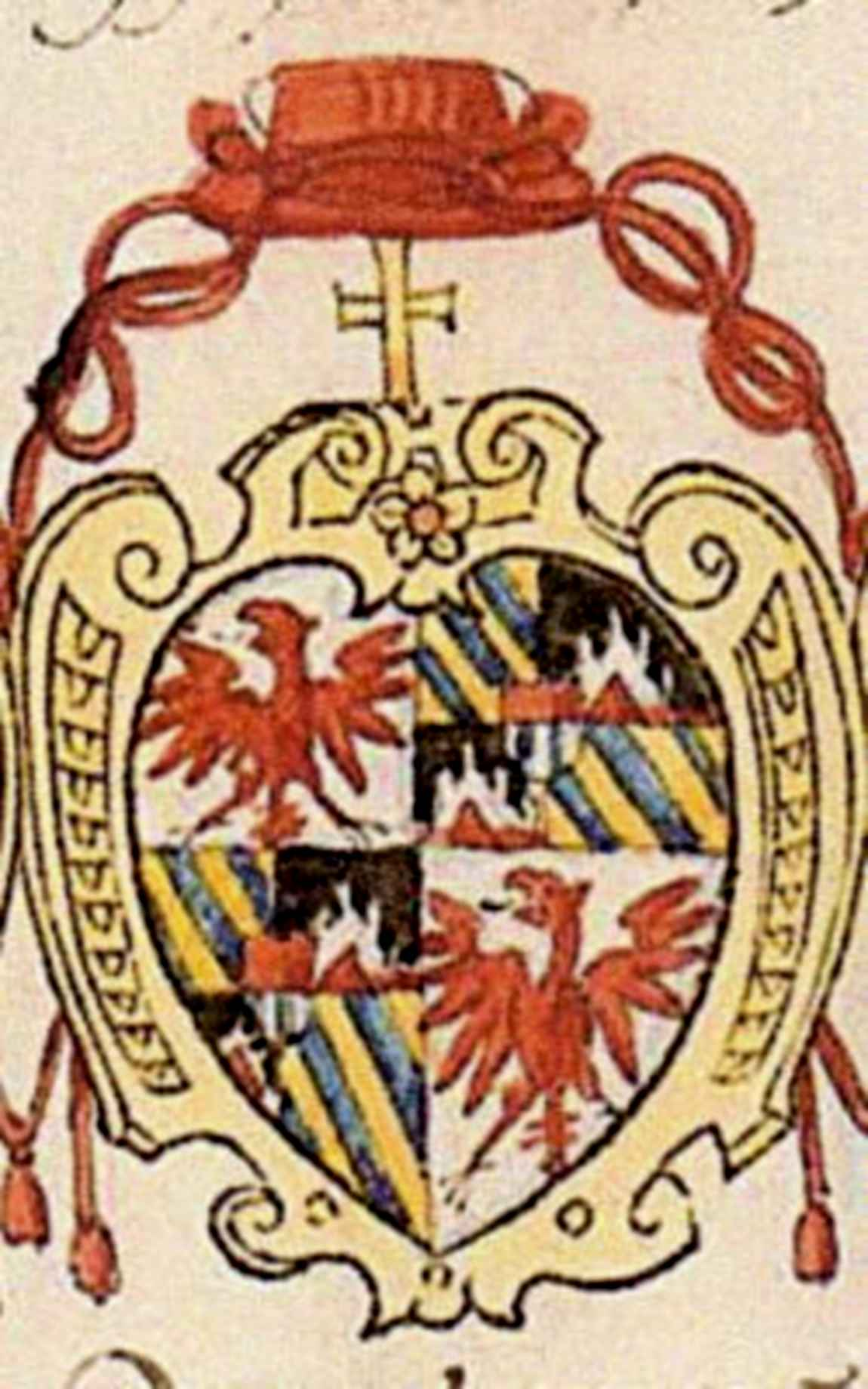
Kardinálský erb Jana Ludvíka z Madruzza (dobové provedení)

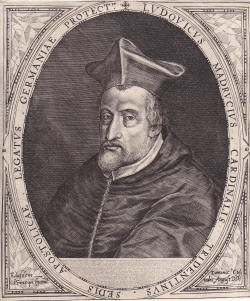
Kardinál Jan Ludvík z Madruzza na rytině z roku 1580

Narodil se jako syn Mikuláše z Madruzza z rodiny s dlouholetou tradicí politických a církevních představitelů a jeho manželky Heleny z Lambergu.
Na tridentském biskupském stolci byl nástupcem svého strýce Kryštofa z Madruzza a později jej následoval také jeho synovec Karel Gaudentius - také kardinál.
V únoru 1561 obdržel Jan Ludvík od papeže Pia IV. kardinálský klobouk a krátce nato mu byl přidělen kostel svatého Kalixta v Římě jako titulární diakonie. V roce 1562 jako kardinál jáhen získal kostel sv. Onufria a v roce 1569 se stal kardinálem-knězem téhož kostela.
Po svém vysvěcení v roce 1564 ve své domovské diecézi byl v roce 1567 zvolen zatridentského knížete-biskupa, ale na biskupa byl vysvěcen až v roce 1570 kardinálem Stanislavem Hosiem.
Kvůli nesouladům s arcivévodou Ferdinandem II. Tyrolským, který v roce 1567 dokonce vojensky obsadil jeho diecézi, strávil Madruzzo přes třicet let v Římě a zůstal tam až do konce svého života. V samotném Tridentu pobýval jen sporadicky.
V roce 1582 se Jan Ludvík z Madruzza zúčastnil augsburského říšského sněmu jako papežský legát a 12. srpna 1582 udělil biskupské svěcení nově zvolenému trevírskému biskupovi Janovi ze Schönenbergu (1525–1599).
V roce 1586 se stal kardinálem-knězem v kostele svaté Anastázie a v roce 1591 v kostele sv. Vavřince v Lucině. Papež Klement VIII. ho nakonec v roce 1597 povýšil na kardinála-biskupa sabinské diecéze a v roce 1600 na kardinála-biskupa z diecéze Frascati, tedy v jeho smrti.
Během svého dlouholetého kardinálství se Jan Ludvík z Madruzza zúčastnil sedmi papežských voleb: konkláve 1565/1566, 1572, 1585, září 1590, říjen–prosinec 1590, 1591 a 1592.
Jan Ludvík z Madruzza zemřel v Římě v roce 1600. Po jeho smrti jmenoval papež Klement VIII. jako nástupce v úřadu biskupa jeho synovce Karla Gaudentia z Madruzza.